# Nepalomyia confusa
Nepalomyia confusa är en tvåvingeart som beskrevs av Jennifer L. Hollis 1964. Nepalomyia confusa ingår i släktet Nepalomyia och familjen styltflugor.
Artens utbredningsområde är Nepal. Inga underarter finns listade i Catalogue of Life.